# Liste der Baudenkmäler in Volkenschwand
Auf dieser Seite sind die Baudenkmäler in der niederbayerischen Gemeinde Volkenschwand zusammengestellt. Diese Tabelle ist eine Teilliste der Liste der Baudenkmäler in Bayern. Grundlage ist die Bayerische Denkmalliste, die auf Basis des Bayerischen Denkmalschutzgesetzes vom 1. Oktober 1973 erstmals erstellt wurde und seither durch das Bayerische Landesamt für Denkmalpflege geführt wird. Die folgenden Angaben ersetzen nicht die rechtsverbindliche Auskunft der Denkmalschutzbehörde.

## Baudenkmäler nach Ortsteilen

### Volkenschwand
| Lage                           | Objekt                              | Beschreibung                     | Akten-Nr.    | Bild           |
| ------------------------------ | ----------------------------------- | -------------------------------- | ------------ | -------------- |
| Landshuter Straße 6 (Standort) | Katholische Pfarrkirche St. Ägidius | Neubarock, 1905; mit Ausstattung | D-2-73-178-1 | weitere Bilder |

### Dietrichsdorf
| Lage                        | Objekt      | Beschreibung                                             | Akten-Nr.    | Bild           |
| --------------------------- | ----------- | -------------------------------------------------------- | ------------ | -------------- |
| in Dietrichsdorf (Standort) | Ortskapelle | Giebelständige Kapelle mit Dachreiter, bezeichnet „1895“ | D-2-73-178-3 | weitere Bilder |

### Großgundertshausen
| Lage                   | Objekt                                                             | Beschreibung | Akten-Nr.    | Bild           |
| ---------------------- | ------------------------------------------------------------------ | --- | ------------ | -------------- |
| Kirchberg 1 (Standort) | Katholische Pfarrkirche Heilig Kreuz und Schmerzhafte Muttergottes | Turm spätgotisch und barock, Chor 1755, Langhaus 1893; mit Ausstattung Xaveriuskapelle, an die Pfarrkirche gebaut; mit spätgotischen Spolien und Ausstattung | D-2-73-178-4 | weitere Bilder |

### Herrenau
| Lage                  | Objekt                                                 | Beschreibung                                     | Akten-Nr.    | Bild           |
| --------------------- | ------------------------------------------------------ | ------------------------------------------------ | ------------ | -------------- |
| Herrenau 1 (Standort) | Katholische Kirche St. Johannes Baptist und Evangelist | Im 18. Jahrhundert barockisiert; mit Ausstattung | D-2-73-178-5 | weitere Bilder |

### Leibersdorf
| Lage                               | Objekt                                      | Beschreibung                                        | Akten-Nr.    | Bild           |
| ---------------------------------- | ------------------------------------------- | --------------------------------------------------- | ------------ | -------------- |
| Bischof-Zeller-Straße 3 (Standort) | Katholische Kirche Sankt Jakobus der Ältere | Gotischer und 1761 barocker Ausbau; mit Ausstattung | D-2-73-178-6 | weitere Bilder |

### Neuhausen
| Lage                               | Objekt              | Beschreibung                                                              | Akten-Nr.    | Bild                |
| ---------------------------------- | ------------------- | ------------------------------------------------------------------------- | ------------ | ------------------- |
| Hauptstraße (bei Nr. 2) (Standort) | Muttergotteskapelle | Giebelständiger Kapellenbau mit Dachreiter, neugotisch, bezeichnet „1871“ | D-2-73-178-7 | Muttergotteskapelle |

### Straß
| Lage                         | Objekt                | Beschreibung                     | Akten-Nr.    | Bild                  |
| ---------------------------- | --------------------- | -------------------------------- | ------------ | --------------------- |
| Straß (bei Nr. 1) (Standort) | Wegkapelle St. Petrus | 19. Jahrhundert; mit Ausstattung | D-2-73-178-8 | Wegkapelle St. Petrus |

### Wieden
| Lage                          | Objekt                         | Beschreibung                                    | Akten-Nr.     | Bild                           |
| ----------------------------- | ------------------------------ | ----------------------------------------------- | ------------- | ------------------------------ |
| Wieden (bei Nr. 2) (Standort) | Katholische Kapelle Maria Hilf | 1853; mit Ausstattung                           | D-2-73-178-9  | Katholische Kapelle Maria Hilf |
| Wieden 1 (Standort)           | Ehemaliges Schloss             | Rechteckbau mit Schopfwalmdach, 18. Jahrhundert | D-2-73-178-10 | Ehemaliges Schloss             |

## Ehemalige Baudenkmäler
In diesem Abschnitt sind Objekte aufgeführt, die früher einmal in der Denkmalliste eingetragen waren, jetzt aber nicht mehr. Objekte, die in anderem Zusammenhang also z. B. als Teil eines Baudenkmals weiter eingetragen sind, sollen hier nicht aufgeführt werden. Aktennummern in diesem Abschnitt sind ehemalige, jetzt nicht mehr gültige Aktennummern.

| Lage                     | Objekt                 | Beschreibung                           | Akten-Nr.    | Bild |
| ------------------------ | ---------------------- | -------------------------------------- | ------------ | ---- |
| Böham Böham 9 (Standort) | Bauernhof in Hakenform | Wohnhaus mit Greddach, 19. Jahrhundert | D-2-73-178-2 | BW   |